# Epilissus antoetrae
Epilissus antoetrae là một loài bọ cánh cứng trong họ Bọ hung (Scarabaeidae).